# Volmer Erik Reinholdt Nissen
Volmer Erik Reinholdt Nissen (3. november 1918 i Frederiksborg Slotssogn - 8. april 2008, Arresødal Hospice, Frederiksværk) var en dansk politiadvokat og juridiske chef for Københavns Narkotikapoliti fra 1968-1988.

## Tidlige år
Som student fra Frederiksborg Statskole påbegyndte han sit jurastudium i 1936 på Københavns Universitet. I juni 1941 færdiggjorde han sine studier med det, der dengang hed første karakter – som dengang Danmarks yngste cand.jur., kun 22 år gammel.
Efter en kort tid i Københavns magistrats 1st. afdeling, tiltrådte han 1. maj 1942 en stilling som politifuldmægtig ved Københavns politis undersøgelseskamre. Som politifuldmægtig havde dengang et nært samarbejde med de tilknyttede kriminalfolk, hvor man kunne lære et og andet.

## Politifuldmægtig iKøbenhavns Politiog modstandsmand
Indledningsvis var de sager, Volmer Nissen beskæftigede sig med, ret ukomplicerede. Sagerne var i høj grad påvirket af besættelsen, således at eksempelvis cykeltyverier ikke blot var en lille ting. Cykler var en mangelvare, og straffen var stærkt afhængig af, om der var tale om brugstyveri, der kunne straffes med hæfte – og gøres betinget -, eller om reelt tyveri, der betød fængsel i et halvt år. Ubetinget.
Senere kom han også til at beskæftige sig med blandt andet Magstrædemordet samt overskridelser af rejsetilladelser, hvor han for første gang gjorde erfaring med fænomenet politifuldmægtig Leifer, chef for politiets visumkontor. Ved besættelsen blev den almindelige danske borger afskåret fra frit at rejse til Sverige uden nogen særlig anledning; tyskerne ønskede ikke ukontrolleret færdsel over Øresund. Man overlod det til dansk politi at administrere rejsetilladelserne, der stort set kun blev givet til forretningsrejser af en vis størrelse og markante familiebegivenheder. Rejste man uden lovlig tilladelse og blev opdaget, kunne man regne med at få fængselsstraf.
Omend ingen var i tvivl om, hvor Volmer Nissens sympatier lå under besættelsen, spillede han dog indledningsvis ingen aktiv rolle i modstandsarbejdet indtil en dag, hvor hans barndomskammerat Helge Mogensen fra Studenternes Efterretningstjeneste dukkede op i undersøgelseskammeret. Han ville gerne have hjælp til at få repareret våben, hvilket Volmer Nissen fik fasciliteret. Derudover, havde Helge Mogensen brug for at få tjekket nogle folk, der var blevet udpeget som stikkere. En rolle, som Volmer Nissen tog på sig frem til krigens slutning.

## 19. september 1944
19. september 1944 måtte Volmer Nissen flygte henover tagene ved Københavns byret. Tyskerne havde bestemt, at det danske politi skulle fjernes. Volmer Nissen levede under jorden frem til december 1944 med en ny identitet som forsikringsagent. I forbindelse med et tandlægebesøg, blev han klar over, at statsadvokat Jørgen Trolle var i gang med at sammensætte et korps af jurister, som anklagere ved sit kontor og derfor gerne ville i kontakt med Volmer Nissen. Juristerne skulle tage sig af ikke-politiske sager, dvs. almindelige kriminalsager. At politiet ikke eksisterede var jo ikke ensbetydende med mindre kriminalitet. Snarere tværtimod.

## Statsadvokatfuldmægtig i statsadvokaturen for Sjælland 1944-1945
Om et mord var politisk eller et udslag af almindelig kriminalitet kunne typisk afgøres ved et besøg på Retsmedicinsk Institut og en besigtigelse af liget, omend flere og flere rovmord hen mod krigens slutning blev kamuflere som stikkerlikvideringer. Politiske sager blev ikke efterforsket, men henlagt til efter krigen. Ellers måtte man forsøge at efterforske. Det indsatte vagtværn måtte udelukkende pågribe folk og aflevere dem. Efterforskningen var overladt til juristerne.
Forbindelser inden for modstandsbevægelsen mente, at det ville være en god ide, hvis Volmer Nissen flyttede til Hillerød den sidste tid før befrielsen sammen med sin kone og lille søn. Her meldte han sig hos kammeraterne i ventegruppen ”Kulsvierbataillonen”, Frederiksborg Amt Vest, som han havde haft løbende samarbejde med i weekenderne. Og det var blandt andet med dem, at han deltog i opgøret med tyskerne, da befrielsesbudskabet havde lydt.
Han vendte derefter tilbage til København, hvor han blev, i lighed med kammeraterne inden for modstandsbevægelsen, der hovedsageligt tilhørte den af Arne Sejr stiftede ”Studenternes Efterretningstjeneste”, S. E., indrulleret i Den Danske Brigade. Også kaldet Danforces feltpolitidetachement. Relativt kort tid herefter blev han kaldt tilbage til statsadvokaturen, hvor man havde behov for hans aktive bistand.

## Efter befrielsen
Statsadvokat Jørgen Trolle ønskede ikke at deltage i retsopgøret mod folk, der havde samarbejdet med besættelsesmagten. Dels fordi det kriminaliserede handlinger, der havde været anset som fuldt lovlige på gerningstidspunktet, dels fordi det omfattede alt for mange handlinger af ringe strafværdighed. Han mente, man burde koncentrere sig om en hurtig retsforfølgning i de grove sager om landsforræderi, så retsopgøret kunne færdiggøres på få år.
Volmer Nissen fulgte Trolle og begyndte nu at møde i landsretten i stedet for byretten som anklager i en del af de sager, der lå efter 7 måneder uden politi. Såvel almindelige sager som politisager, der var en overtrædelse af særlovgivningen, heriblandt sagen om de falske britiske pund, der var produceret i Sacsenhausen under krigen. Sagen medførte en rejse til London for Volmer Nissen og afsløringen af en historie, der var en kriminalroman værdig.

## Tilbage til Københavns Politi ogEdderkopsagen
Da Statsadvokat Trolle blev udnævnt til landsdommer, valgte Volmer Nissen at vende tilbage til politiadvokaturen, hvor han blev inviteret til at deltage i efterforskningen af sagen mod blandt andre Johannes Linde og Svend Aage Hasselstrøm. Sagen der blev døbt Edderkop-sagen. Det blev en sag, der på mange måder rystede Danmark, ikke mindst Volmer Nissen i kraft af sagens efterspil for en ikke-korrupt kriminalassistent.
Ved Edderkopsagens afslutning fik Volmer Nissen sit eget undersøgelseskammer, hvor sagerne bedst kunne karakteriseres som en blandet landhandel med alt fra mord, sædelighedsforbrydelser, potentiel kunstsvindel, pengeskabssprængninger og trafikdrab.

## Juridisk chef for Københavns Narkotikapoliti
Københavns Narkotikapoliti
I september 1968 tiltrådte Volmer Nissen stillingen som juridisk leder af 8. undersøgelsekammer i Københavns politi, afdeling N. Narkotikaafdelingen – en stilling han bestred frem til sin pension i 1988. Volmer Nissen kæmpede her indædt for at skaffe politiet de fornødne redskaber imod narkokriminalitetens mordere engros med et stærk fokus på bagmændene. Han kæmpede for en ændret lovgivning områder som brugen af anonyme vidner og undercover agenter samt narkohæleri. Et arbejde, der i særdeleshed blev officielt værdsat af DEA i USA, der inviterede Volmer Nissen på en storslået og spændende rundrejse, der kunne virke som inspiration for et fremtidigt yderligere samarbejde.
Det skulle ligeledes blive DEA, der i første omgang aktivt hjalp med at skaffe “flash rolls”, dvs. kontanter i store mængder, til fremvisning i forbindelse med køb af større narkopartier fra narkoens underverden. Og som til tider hjalp med at agere agenter ved handelen.
Politiadvokat Volmer Nissen, var en for nogen kontroversiel for andre populær leder af narkotikapolitiet i København, hvor han i næsten samme periode var justitsministeriet repræsentant ved FN’s årlige møder i først Geneve og siden Wien i “Commission on Narcotic Drugs”, dvs. fra 1970-1988. Her var det i særdeleshed samarbejdet landene imellem, der var i fokus – nogle med større samarbejdsvilje end andre.
Volmer Nissen fortsatte med at være i pressens søgelys frem til sin død i 2008. Indledningsvis primært vedrørende narkopolitikken, men senere i særdeleshed om Edderkopsagen, stikkerlikvideringer under besættelsen med mere. Han medvirkede i DRs dokumentarfilm Edderkop-affæren i 2000 og i 2001 udkom Peter Øvig Knudsens bog “Efter drabet”, hvor Volmer Nissen fortæller om sin deltagelse i modstandsarbejdet i kapitlet “De kalkede grave”. Volmer Nissen deltog endvidere i Peter Øvig Knudsen og Martin Henriksens dokumentarfilm “Med ret til at dræbe”, der ligeledes omhandlede stikkerlikvideringerne under besættelsen.